# Mar-Mac
Mar-Mac – jednostka osadnicza w Stanach Zjednoczonych, w stanie Karolina Północna, w hrabstwie Wayne.